# Harpactira curator
Harpactira curator là một loài nhện trong họ Theraphosidae.
Loài này thuộc chi Harpactira. Harpactira curator được Mary Agard Pocock miêu tả năm 1898.